# Gran Premio Industria Commercio Artigianato Carnaghese 2003
Il Gran Premio Industria Commercio Artigianato Carnaghese 2003, trentaduesima edizione della corsa, si svolse il 21 giugno 2003 su un percorso di 170 km. Fu vinto dall'italiano Michele Gobbi della De Nardi davanti al belga Dave Bruylandts e allo zimbabwese Timothy Jones.

## Ordine d'arrivo (Top 10)
| Pos. | Corridore          | Squadra                | Tempo    |
| ---- | ------------------ | ---------------------- | -------- |
| 1    | Michele Gobbi      | De Nardi               | 4h16'30" |
| 2    | Dave Bruylandts    | Marlux-Wincor Nixdorf  | s.t.     |
| 3    | Timothy Jones      | Domina Vacanze-Elitron | a 22"    |
| 4    | Ivan Fanelli       | Amore & Vita-Beretta   | a 1'15"  |
| 5    | Alessandro Vanotti |                        | s.t.     |
| 6    | Alexander Efimkin  |                        | s.t.     |
| 7    | Dmitrij Konyšev    | Marlux-Wincor Nixdorf  | s.t.     |
| 8    | Stefano Boggia     |                        | a 1'19"  |
| 9    | Roberto Savoldi    |                        | s.t.     |
| 10   | Leonardo Zanotti   | De Nardi               | a 1'44"  |